# 王傅 (成化三甲進士)
王傳（1450年—1493年），字元臣，異名王傅，京師順天府寶坻縣（今天津市寶坻區）人，明朝政治人物，成化乙未進士，官監察御史。

## 生平
早年出身國子生，順天鄉試第一百八名。成化十一年（1475年）乙未科進士。授城武縣知縣，成化二十年（1484年）升監察御史，先後使南畿、遼陽，又按關陝、江西，積勞成疾，上疏乞歸。卒年四十四。

## 家族
曾祖父王福慶。祖父王寧，曾任司獄。父亲王縉，曾任聽選官。